# Lista de bairros e distritos de Caicó
Esta é uma lista de bairros do Município de Caicó.

## Zona Central
- Centro
- Acampamento
- Penedo

## Zona Leste
- Penedo[2]
- Nova Descoberta
- Castelo Branco
- Santa Costa
- Canuto e Filhos
- Jardim Satélite - IPE
- Vila Altiva
- Loteamento Graciosa
- Maynard
- Itans
- Loteamento Santa Clara
- Bento XVI
- Loteamento Severiano Alves dos Santos

## Zona Norte
- Boa Passagem
- Vila do Príncipe
- Recreio
- Darcy Fonseca
- Alto da Boa Vista
- Samanaú
- Nova Caicó
- Loteamento Serrote Branco
- Loteamento Serrote Branco II
- Loteamento Serrote Branco III

## Zona Oeste
- Barra Nova
- Barra Nova II
- João XXIII
- Paulo VI
- João Paulo II
- Walfredo Gurgel
- Adjunto Dias
- Frei Damião
- Casas Populares
- Novo Horizonte ( Rabo da gata)
- Salviano Santos

## Zona Sul
- Paraíba
- Soledade

## Distritos
- Laginhas
- Palma
- Perímetro Irrigado Itans-Sabugi